# ادیاکی
ادیاکی (به لاتین: Adiaké) در ساحل عاج است که در sud-comoé region واقع شده‌است.

## خصوصیات
ادیاکی ۱۷٬۷۳۶ نفر جمعیت دارد.